# Tāyakkattai
Le Tāyakkaṭṭai (tamoul : தாயக்கட்டை, translittération ISO 15919 : Tāyakkaṭṭai), parfois retranscrit Dāyakaṭṭai, Dhāyakaṭṭai ou thaya kattai est un jeu de société tamoul, utilisant des dés (dés-bâtonnets donnant le nom au jeu, ou petits coquillages) dans lequel les pions doivent atteindre un château ou forteresse (tamoul : கோட்டே, ISO 15919 : kōṭṭē).
Pour compter le nombre de points permettant de faire avancer les pions, il y a deux possibilités. Soit jeter des tayakkatai, des dés-bâtonnets à 4 faces généralement faits en bronze, parfois en bois et dans ce cas deux sont lancés. Soit jeter des cauris (petits coquillages) à 2 faces, et dans ce cas il faut en utiliser six. Dans les deux cas les résultats possibles sont, 1 (thayam), 2, 3, 4, 5, 6 ou 12. dans le cas des cauris, il est calculé en fonction du nombre ayant l'ouverture vers le haut, ou 12 s'ils ont tous l'ouverture vers le bas. Les cauris sont également utilisés par les diseurs de bonne aventure. Pour les parties les plus loin des côtes, des fèves de tamarin remplacent les cauris.
Il existe différentes formes de tablier, en forme de damier ou avec un parcours plus restreint.
Dans celle en forme de grille régulière, des croix sont dessinées dans certaines cases. Les cases en bordure, situées au milieu de rangées sont la maison du joueur, d'où il part. Celle du centre est l'arrivée et les cases aux angles de la seconde rangée concentrique en partant du bord comportant également des croix sont des cases pour se reposer en sécurité. Un seul pion peut être présent dans cette case. Le joueur part de sa maison et avance en colimaçon vers l'arrivée au centre. Le tour sur la rangée en bordure se fait dans le sens anti-horaire, puis à partir de la case précédant la maison du joueur, le pion, se déplace en diagonale vers la case permettant de se reposer et continue le reste du chemin en colimaçon dans le sens horaire jusqu'au but. Le premier joueur dont les six pions ont atteint le centre a gagné.
Au premier tour, un pion ne peut être placé dans la maison qu'avec une valeur de 1 (thayam). Si la valeur des dés est 1, 5, 6 ou 12, il est possible de déplacer n'importe quel pion et d'avancer une seconde fois d'après un nouveau jet de dés. Si un pion arrive sur la case d'un autre pion, ce dernier sort du jeu. cela ne peut se produire sur les cases de repos. Il faut alors que le joueur ayant son pion sorti tire 1 ou 5 pour pouvoir le remettre dans le jeu. Enfin, si un pion en prend un autre sur le premier rang (ou couche), il peut passer son pion au rang suivant.

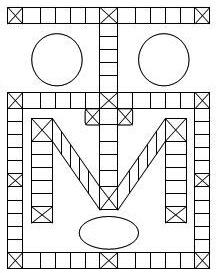
variante du tablier
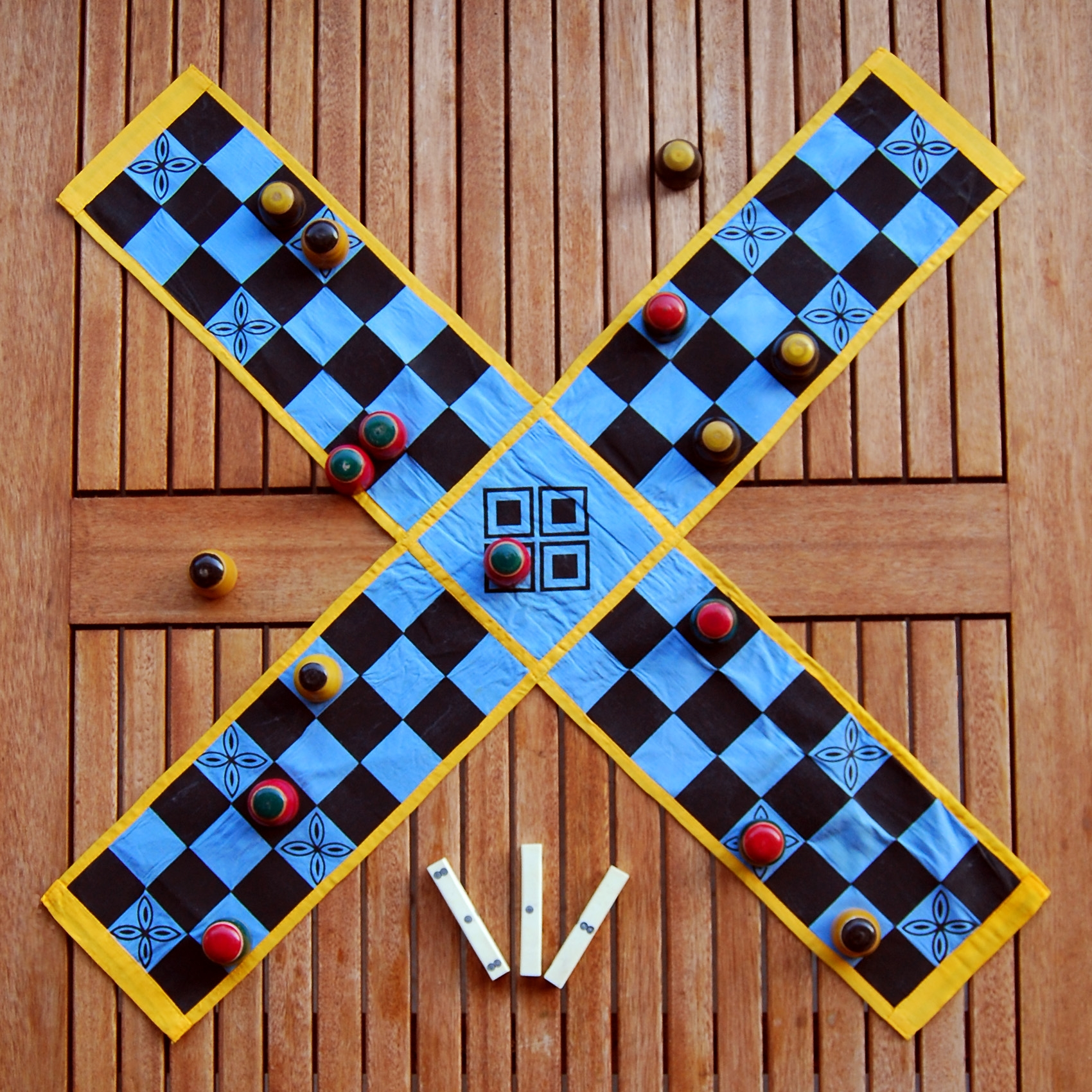
Dé-bâtonnet identique utilisé sur un pachisi, ancêtre du jeu des petits chevaux
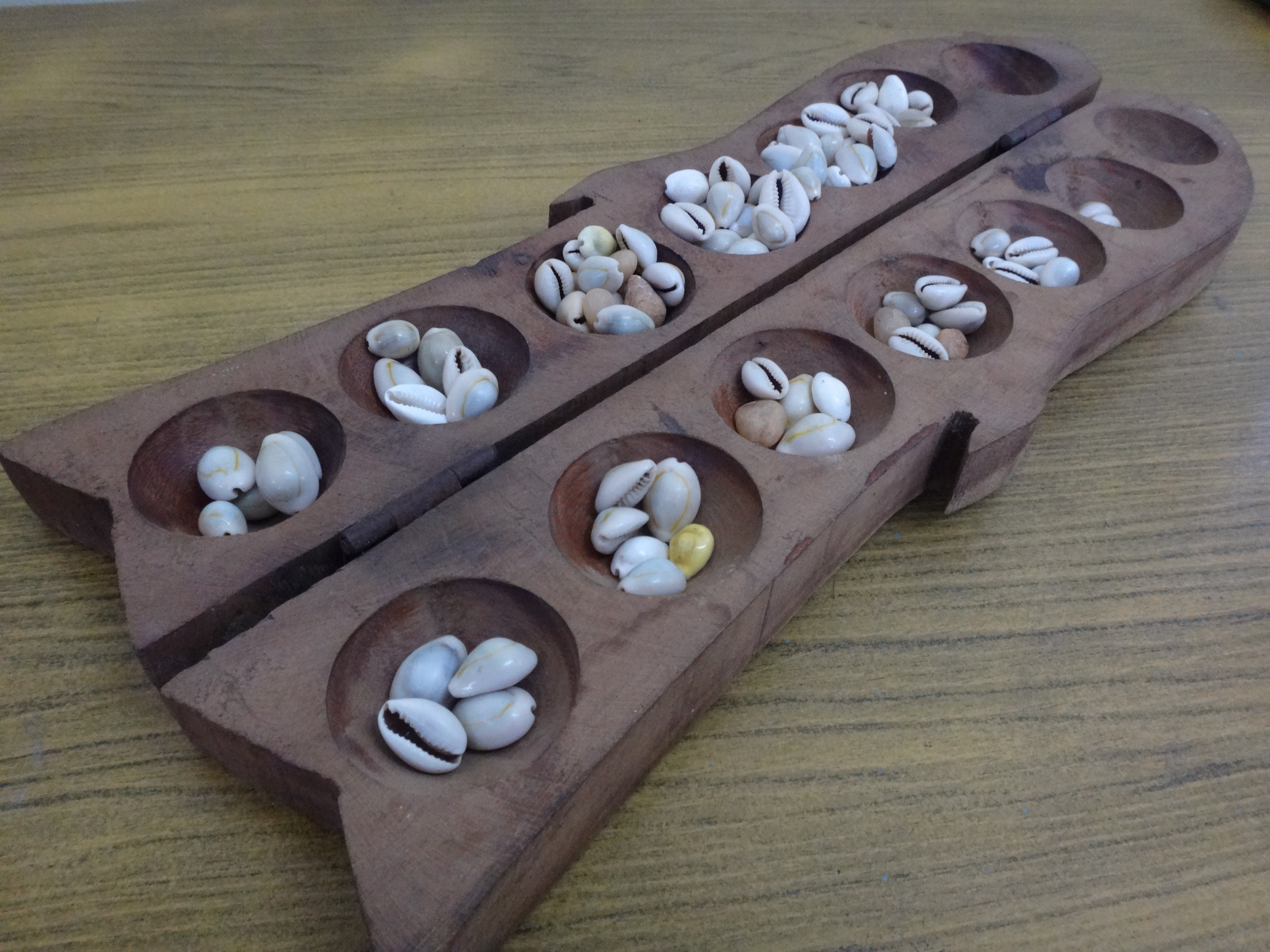
Cauris du pallānkuli, identiques à ceux utilisés comme dés dans le Tāyakkattai